# Plexus splénique
Le plexus splénique (plexus liénal dans les textes plus anciens) est formé par des branches du plexus cœliaque, du ganglion cœliaque gauche et du nerf vague droit.
Il accompagne l'artère splénique jusqu'à la rate, en dégageant, dans son parcours, des plexus accessoires le long des différentes branches de l'artère.